# Canal de la Haute-Colme
Le canal de la Haute-Colme est un canal français situé dans le département du Nord. Il correspond à la partie occidentale du canal de la Colme.

## Géographie
Le canal de la Haute-Colme relie l'Aa à Watten au canal de Bergues et au canal de la Basse-Colme à Bergues. Il fait partie du canal de la Colme, et correspond à la partie occidentale, la seule encore accessible à la navigation fluviale.
Le canal connaît un embranchement sur la commune de Cappelle-Brouck, près du hameau de Lynck, la dérivation de la Colme, qui permet une liaison avec le canal de Bourbourg et ainsi d'atteindre les ports intérieurs de Dunkerque.
Entre Watten et Cappelle-Brouck, il fait partie de la liaison Dunkerque-Escaut.
Il sépare les communes de Brouckerque et de Pitgam, tout comme les communes d'Armbouts-Cappel et de Steene au hameau du Grand-Millebrugghe.

## Gabarit
De Watten à Cappelle-Brouck, entre l'Aa et la dérivation de la Colme, le gabarit maximal est de 143 m sur 11,40 m, le mouillage maximal de 3,40 m, la hauteur libre maximale de 4,48 m.
De Cappelle-Brouck à Bergues, entre la dérivation de la Colme et le carrefour canal de Bergues - canal de la Basse-Colme, le gabarit maximal est de 39 m sur 5,20 m, le mouillage maximal de 2,00 m, la hauteur libre maximale de 3,70 m.

## Anecdote

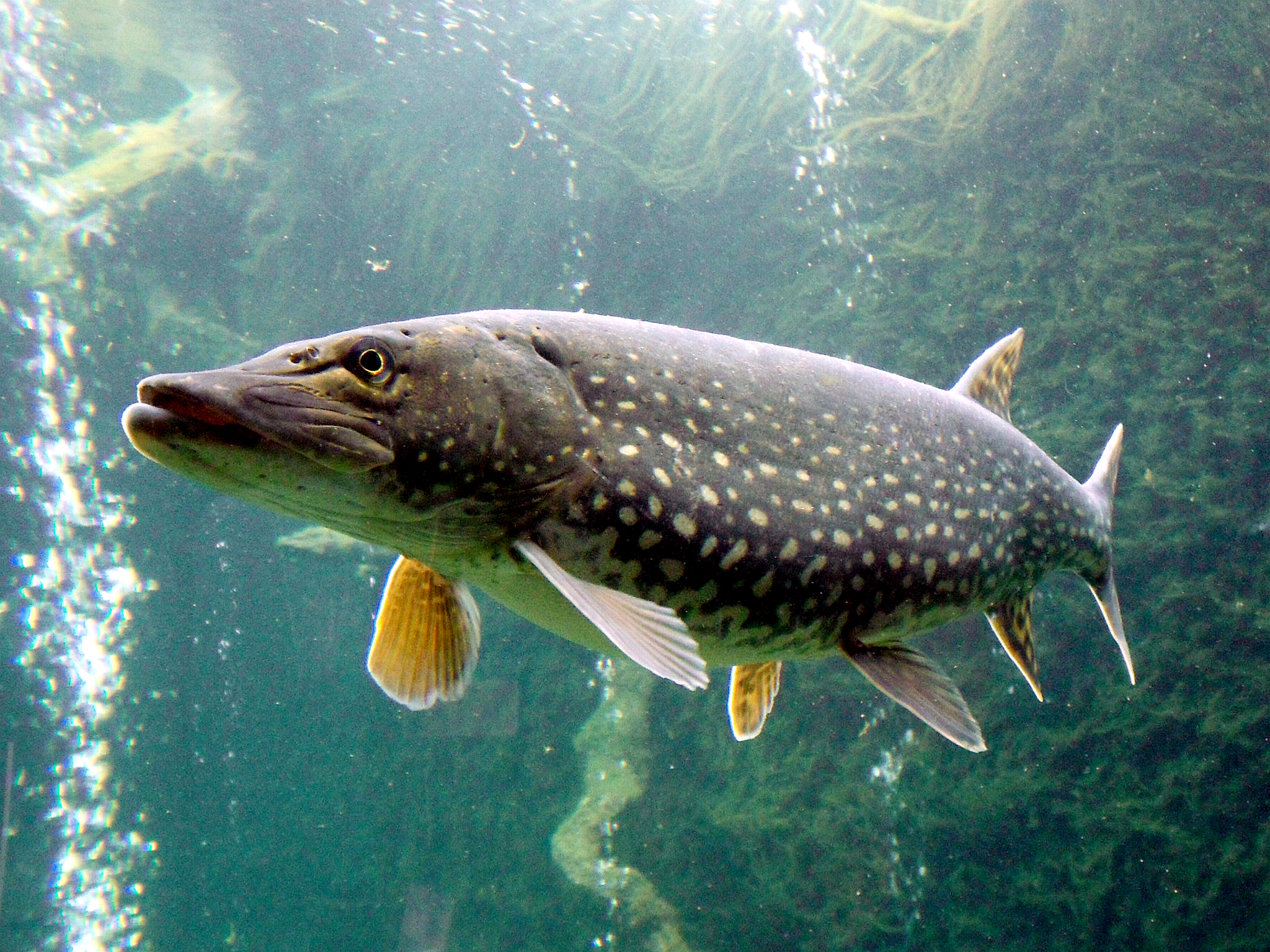
Un brochet.

Le canal aurait abrité le monstre du Vliet, le Snouck, un immense brochet dévoreur d'enfants,,.
Le long du canal se trouve le château de l'Afgand.